# There's Something About Paulie
There's Something About Paulie (titulado Algo pasa con Paulie en España y Hay algo referente a Paulie en Hispanoamérica) es el decimosexto episodio de la segunda temporada de la serie Padre de familia emitido en FOX el 27 de junio de 2000. El episodio está escrito por Ricky Blitt y dirigido por Monte Young.

## Argumento
Exhausta por realizar los recados de taxi en taxi, Lois le pide a su marido que le compre un coche de segunda mano, pero Peter se niega en rotundo y decide ir a un concesionario en busca de un coche nuevo. Aunque en el taller, la mujer ve un automóvil en buenas condiciones, el vendedor consigue convencer a Peter de que compre otro en mal estado haciendo caso omiso a los consejos de su mujer. Como resultado final, el coche se avería a la salida del local con el consecuente enfado de Lois, quien se queda el coche de su marido. En el bar, mientras mantiene una conversación con sus amigos sobre el incidente del coche, un miembro de la mafia se le acerca para ofrecerle un coche nuevo a cambio de sellar un trato. El trato resulta ser bastante simple: llevar al sobrino del Don, Paulie "el Gordo" al cine. Tras finalizar la película, Peter decide volver a casa para olvidarse del tema, pero es incapaz de deshacerse del mafioso, el cual se acaba encariñando de Peter y accede a invitarle a casa fruto de los nervios, sin embargo no causa buena impresión para su mujer la cual le tira de casa. Para consolarle, Peter le comenta que no se trata de nada personal, sino por el hecho de que Lois no quiere que sean amigos. Paulie malinterpreta sus palabras y ordena el asesinato de la mujer, la cual sin percatarse, consigue salir airosa de múltiples atentados hasta que una noche, mientras asiste a una obra teatral de su hija, un sicario que se hace pasar por uno de los actores de la obra dispara contra Lois. Cuando Peter descubre que Paulie encargó el asesinato de su esposa, este trata de convencerle de que cancele el trato, sin embargo muere acribillado por unos gánsteres cuando se disponía a cancelar el trabajo. A la mañana siguiente la muerte de Paulie aparece en primera plana y Lois descubre que el "invitado" que su marido trajo a casa era en realidad un mafioso además de que su marido le pidió por error la liquidación de su esposa.
Sin tiempo que perder, Peter se presenta en una pajarería regentada por la mafia como tapadera para convencer al tipo con el que hizo el trato del coche que cancele el trabajo contra su mujer, sin embargo, este le ofrece una invitación para la boda de la hija del Don, Lois ve en la invitación la oportunidad de salir integra, puesto que en un día especial, el Don está obligado a conceder un favor. Lamentablemente, en un lapsus, Peter hecha a perder el trato tras pedir un tiramisú que a ninguno de los dos le sirve. Finalmente Peter es consciente del error que ha cometido al poner en riesgo la vida de su esposa cuando de pronto oye a los recién casados discutir por las intenciones de Larry, el novio, de matar a alguien en su luna de miel. El hombre reconoce a Lois como el objetivo del que se tiene que encargar, finalmente Peter le pide al Don que le mate a él en lugar de su esposa. Al ver la manera en la que Peter decide sacrificarse por su mujer, el Don decide cancelar el trato.
Al conseguir lo que pretendían, deciden marcharse cuanto antes y le piden al aparcacoches que le traigan su vehículo, el cual explosiona ante las miradas perplejas de ambos, de pronto, Larry se les acerca para avisarles de que no cojan el coche, pero cuando ve que el vehículo ha explosionado se vuelve por donde ha venido, mientras tanto Lois y Peter se van andando a casa aliviados de que nadie haya salido herido, irónicamente la única víctima mortal resulta ser el aparcacoches.

## Recepción
En 2009, Ahsan Haque de IGN calificó al episodio con un 7,5 de 10 y comentó: "no es el [episodio] clásico más fundamental que alguien pudiera esperar" y que "sus temáticas han tenido que tomarse su tiempo una y otra vez hasta mejorar en próximos episodios", aun así "había buenos momentos de risas".